# بيغي سو
بيغي سو (بالإنجليزية: Peggy Sue)‏ هي كاتبة غنائية ومغنية أمريكية، ولدت في 24 مارس 1947.